# Miiverse
Miiverse（ミーバース）は、かつて任天堂が複数プラットフォームで展開していたネットワークサービス。

## 概要
ニンテンドーネットワークID（NNID）をベースにしたソーシャル・ネットワーキング・サービスで、「共感のコミュニケーションを促進すること」を目的として任天堂と株式会社はてなが共同開発した。「Miiverse」という名称は、Miiverse内で用いられるアバター「Mii」と「Universe」（全世界）を組み合わせた造語である。
Miiverse内には各ゲームソフトやゲームのシリーズに関する多くのコミュニティがあり、それぞれの中でユーザーや開発者がゲームの感想や情報など交換し合うことができる。投稿の際には、画面上の擬似キーボード入力によるテキストのほか、Wii U GamePadやニンテンドー3DS本体下画面のタッチパネルを使用した手書き文字やイラスト、ゲームのスクリーンショットを送信できる。また、一部のゲーム内で入手したスタンプ（ハンコ）も使用できる。投稿は、ゲームをしていない時だけでなく、プレイ中のゲームを中断して行うこともできる。
Miiverseに対応する一部ゲームでは、Miiverseの投稿内容がゲーム内に反映されるようになっている。
2017年8月29日にサービスを終了することが告知され、同年11月8日午後3時（日本時間）をもってサービスを終了した。

## 対応プラットフォーム
Wii U用のゲームソフトは全てMiiverseに対応しており、ニンテンドー3DS・3DS LLにおいても2013年12月10日のアップデートにより対応した。2014年10月11日にはNewニンテンドー3DS・3DS LLにも対応した。
Wii Uでは起動直後からテレビ画面にMiiverseの人気投稿が表示される「わらわら広場」という機能が利用できた。Miiverseサービス終了後はWii U本体がオフラインの時に表示されていたTipsなどが同様の形式で表示されている。
PC、スマートフォン、タブレットでもMiiverseの閲覧や投稿が可能。基本的にはNNIDでのログインを必要としており、ログインしていない場合は一部のコミュニティや限られた人気投稿のみを閲覧できるよう制限されている。また、NNIDの取得は3DSシリーズ、若しくはWii U本体からでしかできないため、PC、スマートフォン、タブレットから投稿を行う場合も、従来通りそれらのゲーム機の内1台以上所持していることが必須条件となっている。
任天堂元社長の岩田聡は当初「将来の任天堂プラットフォーム」においての対応も見据えているとしていたが、2017年発売のNintendo SwitchはMiiverseに対応しなかった。

## 沿革
- 2012年
  - 6月4日 - 「Nintendo Direct Pre E3」において発表。
  - 11月18日 - 北米でのWii U発売と同時にサービス開始。
  - 12月8日 - 日本でのサービス開始。
- 2013年
  - 4月25日 - Webブラウザ版を公開。
  - 6月12日 - Miiverse上の投稿を外部サービス（FacebookやTwitterなど）と共有する機能が追加。
  - 12月10日 - 配信されたアップデートにより3DSに対応。
- 2014年
  - 5月29日 - 『マリオカート8』で初めて一般のユーザーでも動画を投稿に付けられるようになった（YouTubeの動画のみ）。
  - 10月11日 - New 3DS、New 3DS LLに対応。
- 2015年
  - 7月29日 - 大幅リニューアルを実施（プレイ日記機能の追加、「自分の活動」廃止など）[8]。
  - 10月7日 - Webブラウザ版のデザインを大幅に変更。また、広告が掲載されるようになった[9]。
- 2017年
  - 8月29日 - サービス終了を告知[4]。
  - 11月8日 - サービス終了[5]。

## 機能

### 閲覧
Miiverseでは各ソフトごとにコミュニティが用意されており、そのソフトにおける話題を、より深めることができる。コミュニティには基本的に誰でも投稿できる。投稿にはコメントができ、投稿主がコメントした場合は、おしらせリストでお知らせされるため、他のユーザーからの反応が比較的分かりやすい設計となっている。

### 投稿
ユーザーは各コミュニティに投稿することができる。「プレイ日記」や、「トピック」等のジャンルがある。対応ソフト（バッジとれ〜るセンター、スプラトゥーンなど）では、ソフト内から直接Miiverseに投稿することも可能。投稿画面には、表情ボタンなど投稿にアレンジを加えることができる。プレイ中の画面（スクリーンショット）を投稿したり、タグ付けすることも可能。ただし、ゲームの楽しみを損ねかねない情報（攻略法、エンディングなど）では、「ネタバレ」にチェックを入れることが規則となっている。

### フォロー・フレンドリクエスト
他のユーザーをフォローをすると、みんなの活動でそのユーザーの投稿などを簡単に見たりすることができる。Wii U版Miiverseでは、他のユーザーとフレンドを結ぶことができ、フレンドになったユーザーとは、非公開のダイレクトメッセージでコミュニケーションをとることができる。

### 通報・利用制限
Miiverseはいくつかのルールがあり、ルールに反した投稿を発見した場合は、運営者に通報することで削除を要請できる。違反が認められた場合、その投稿は運営側で削除される他、違反投稿を行ったユーザーは、利用制限が執られる場合がある。
2015年6月24日の更新により無期限利用制限になると、アカウントを作成し直しても同じ本体で2週間は利用できなくなった。これにより、悪質なユーザーが何度もアカウントを作成し直し、違反行為を犯す問題が解消された。
運営者が下した判断に、異議がある場合、罰則メッセージに「違反していない」旨返信すると、運営者が再度審査し、問題なければ投稿表示が復帰する。ただし、この判断にも異議がある場合、投稿内容に関するお問合わせフォームにて、再度異議申し立てを行うことが可能である。

## 規制されている機能
妖怪ウォッチ2 元祖/本家/真打コミュニティでは、利用ガイドで禁止されているフレンドコード交換が非常に多く行われていたため、投稿にコメントできないよう制限されていたが、2015年7月29日よりこの制限は解除されている。
「自分の活動」は、ゲームと直接関係ない投稿や、チャット目的で利用するユーザーが増えたため、リニューアルに伴い廃止された。また、1日の投稿（コメント含め）限度が30回までに制限された。
YouTubeコミュニティでは、関係ない投稿が非常に多く、利用ガイド違反に繋がるのも多くあったため、2015年10月14日より、投稿にコメントできないよう制限がされていた。
AR機能を用いたソフトのコミュニティでは、ソフト内でニンテンドー3DS本体のカメラを通してARカードを読み込む仕様上、カメラを通してARカードにより、登場キャラクターとは無関係な不適切な画像がMiiverse上に投稿される問題が発生していたため、2014年9月12日より新・光神話 パルテナの鏡コミュニティでは画面写真を投稿できないように制限されていた。他にも、画面写真を投稿できるソフトであってもカメラ画像が表示されている場面のみ、画面写真を投稿できないソフトが存在した(電波人間のRPGシリーズコミュニティなど)。